# Fremont (Utah)
Fremont – jednostka osadnicza w Stanach Zjednoczonych, w stanie Utah, w hrabstwie Wayne.